# Do You Dreams Come True?
| Críticas profissionais | Críticas profissionais |
| Avaliações da crítica  | Avaliações da crítica  |
| Fonte                  | Avaliação              |
| ---------------------- | ---------------------- |
| AllMusic               | 4 de 5 estrelas.       |

Do You Dreams Come True? é o décimo quinto álbum de estúdio da banda de Dreams Come True, lançado em 21 de março de 2009, que coincide com o lançamento de seu single de estréia em 1989. Foi lançado em três formatos: Regular edition (CD), limited edition A (2 CDs) e limited edition B (CD+DVD). O álbum alcançou o primeiro lugar nos ranking semanal de álbuns, no ranking da Oricon, apesar de ter sido a venda de apenas quatro dias. Na sua terceira semana, o álbum subiu de volta a posição número um.
O álbum foi certificado em Platina Tripla pelas vendas de em torno de 750.000 cópias.

## Faixas
CD: "Do You Dreams Come True?"
| N.º | Título                                                                      | Duração |  |
| 1.  | "ａ ｓｏｎｇ ｆｏｒ ｙｏｕ ～ｏｐｅｎｉｎｇ ｔｈｅｍｅ ｏｆ ｄｙｄｃｔ？～" | 1:27    |  |
| 2.  | "ＭＥＲＲＹ－ＬＩＦＥ－ＧＯＥＳ－ＲＯＵＮＤ"                                | 4:03    |  |
| 3.  | "erro em {{japonês}}: Texto em japonês ou romaji necessário (ajuda)"        | 5:13    |  |
| 4.  | "ＴＯ ＴＨＥ ＢＥＡＴ，ＮＯＴ ＴＯ ＴＨＥ ＢＥＡＴ"                         | 4:26    |  |
| 5.  | "Ā Mō!! (あぁもう！！)"                                                     | 3:47    |  |
| 6.  | "Daikkirai Demo Arigato (大っきらい でもありがと)"                          | 5:45    |  |
| 7.  | "Sayonara Mētā / Tameiki Kauntā (サヨナラメーター／タメイキカウンター)"     | 4:43    |  |
| 8.  | "ＴＲＵＥ，ＢＡＢＹ ＴＲＵＥ． －ＥＸＴＥＮＤＥＤ ＶＥＲＳＩＯＮ－"         | 6:15    |  |
| 9.  | "ＭＩＤＤＬＥ ＯＦ ＮＯＷＨＥＲＥ"                                          | 4:10    |  |
| 10. | "ＡＬＭＯＳＴ ＨＯＭＥ"                                                     | 5:54    |  |
| 11. | "ＧＯＯＤ ＢＹＥ ＭＹ ＳＣＨＯＯＬ ＤＡＹＳ"                                | 4:39    |  |
| 12. | "a love song"                                                               | 3:49    |  |

### Rankings
| Ranking                          | Melhor posição |
| -------------------------------- | -------------- |
| G-Music Combo Chart (Taiwan)     | 18             |
| G-Music J-POP Chart (Taiwan)     | 6              |
| Soundscan Albums Chart (CD-Only) | 1              |